# Castaniete

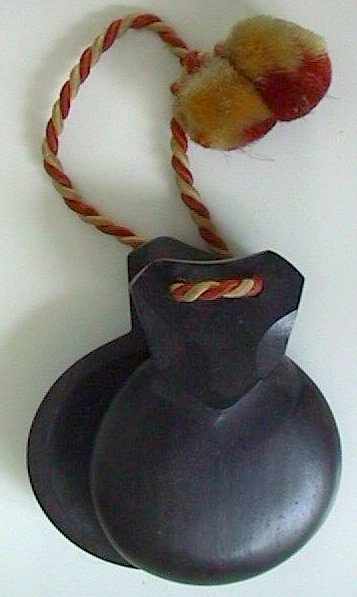
Castaniete

Castanietele (pronunțat fie cu [-nĭe-], ca în etimonul spaniol castañeta „castană mică”, fie cu [-ni-e-]; în spaniolă castañuelas) sunt un instrument muzical de percuție, răspândit în Spania și în America Latină, format din două plăcuțe de lemn, os, corn sau de fildeș, prinse ca valvele unei scoici, care sunt lovite ritmic una de alta. Se folosesc la acompanierea dansului și a muzicii. Există și castaniete din materiale sintetice, cum ar fi unele laminate. 
Castanietele sunt folosite ca acompaniament de dansatoarele de flamenco, care își trec degetul mare prin sfoara ce leagă cele două plăcuțe, ținându-le în palmă și lovindu-le ritmic una de alta cu ajutorul degetelor. Astfel, sunetul unic, rapid sau lent, al castanietelor însoțește muzica și dansurile spaniole. Dansatorii și instrumentiștii folosesc de obicei două perechi de castaniete, de obicei cu sunete oarecum diferite, ținând câte o pereche în fiecare mână. Castanietele cu tonuri mai înalte se numesc hembra (în spaniolă femeie) și sunt ținute în mâna dreaptă. În mâna stângă se țin castanietele cu sunet mai grav, numite macho (în spaniolă bărbat).
Tot castaniete se folosesc pentru acompanierea altor dansuri spaniole: boleroul, jota și fandango.